# Rdzawka
Rdzawka est une localité polonaise de la gmina de Rabka-Zdrój, située dans le powiat de Nowy Targ en voïvodie de Petite-Pologne.